# Theindaung-Pagode

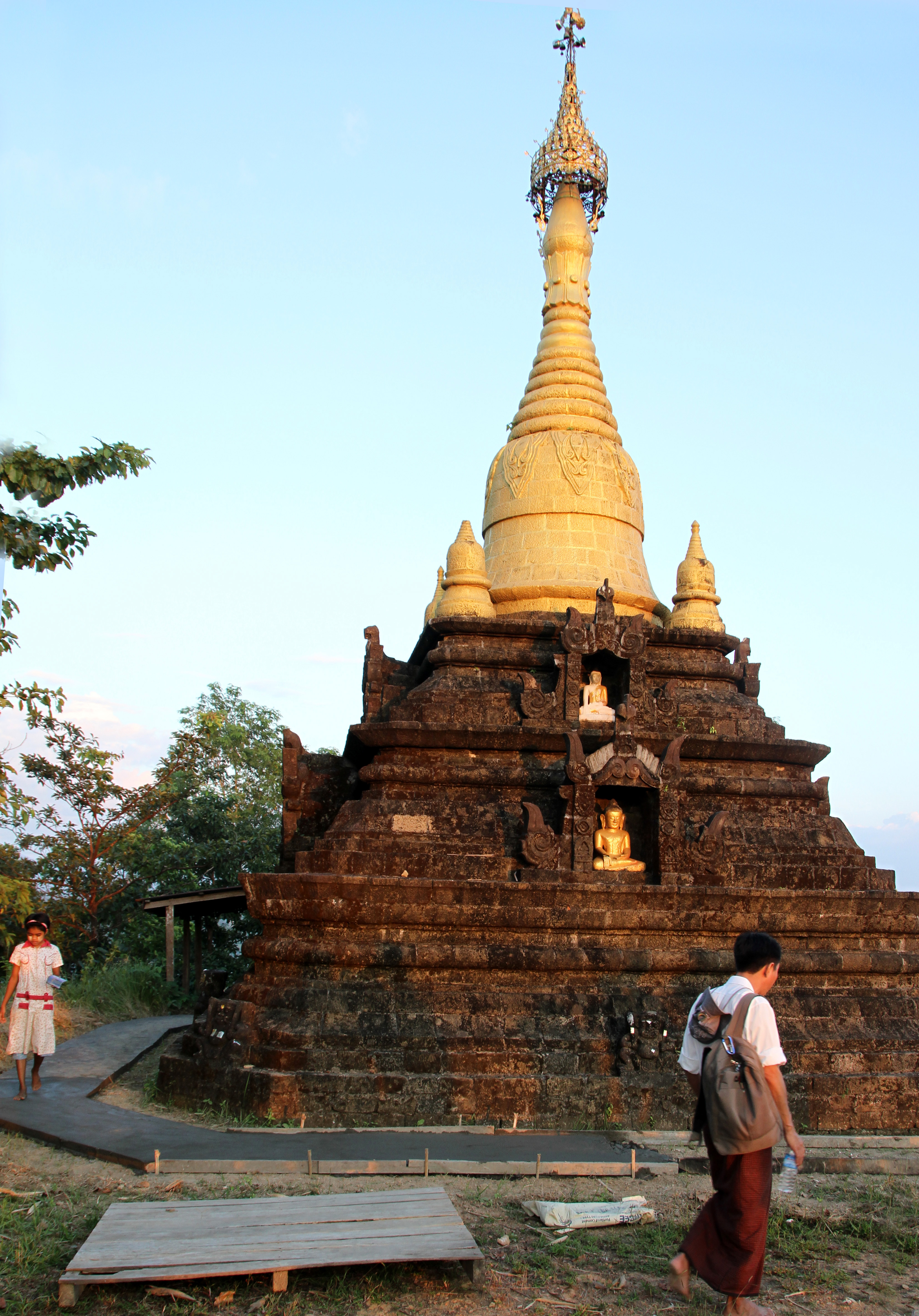
Theindaung-Stupa auf dem Haridaung-Hügel

Die Theindaung-Pagode ist ein buddhistischer Stupa in Mrauk U, Myanmar. Sie steht auf dem Haridaung-Hügel nördlich des Palastes und gehört neben weiteren kleineren Stupas zum gleichnamigen Kloster. Eine besonders abends viel begangene Treppe führt auf den Hügel mit einer guten Aussicht auf Mrauk U.

## Galerie

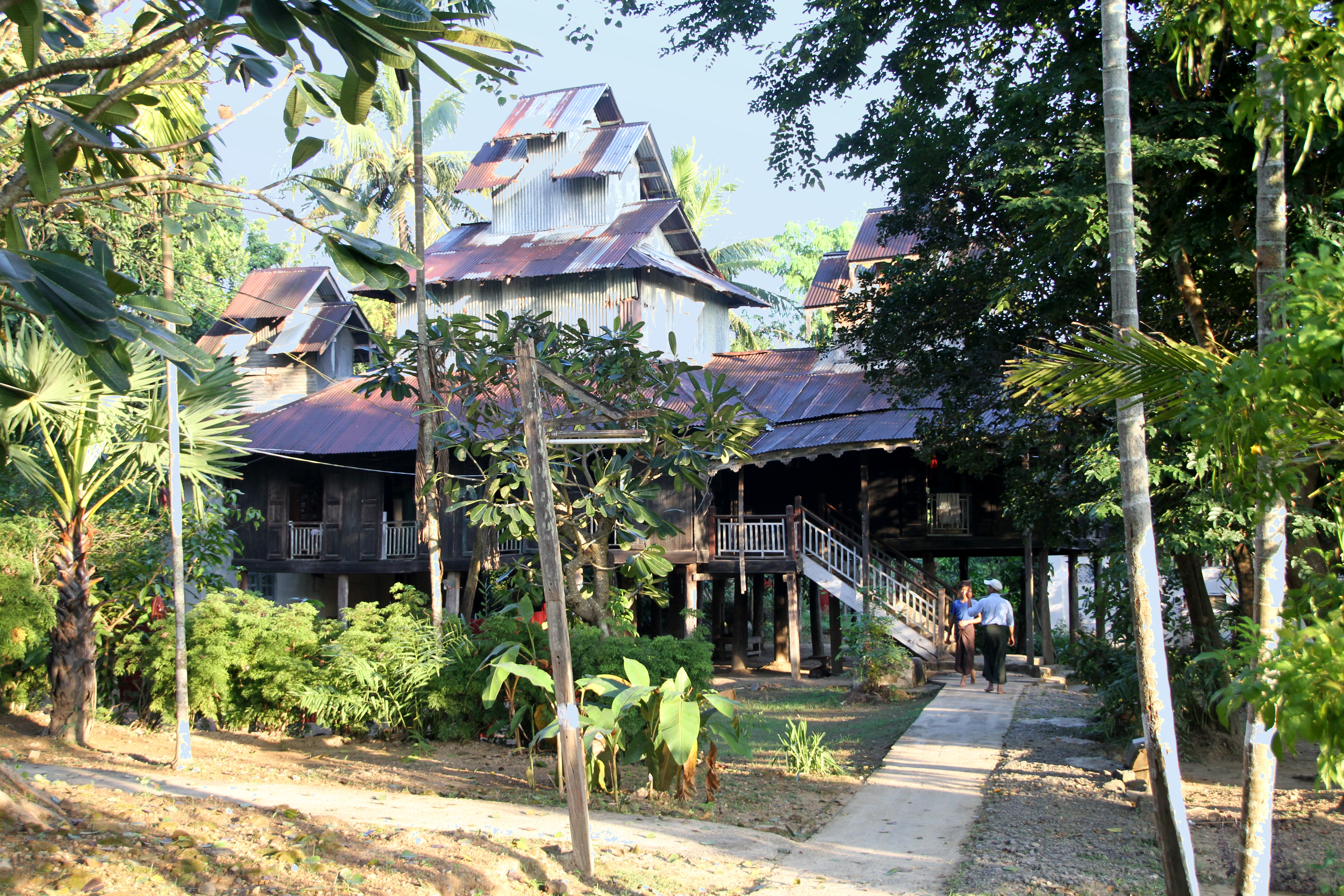
Kloster
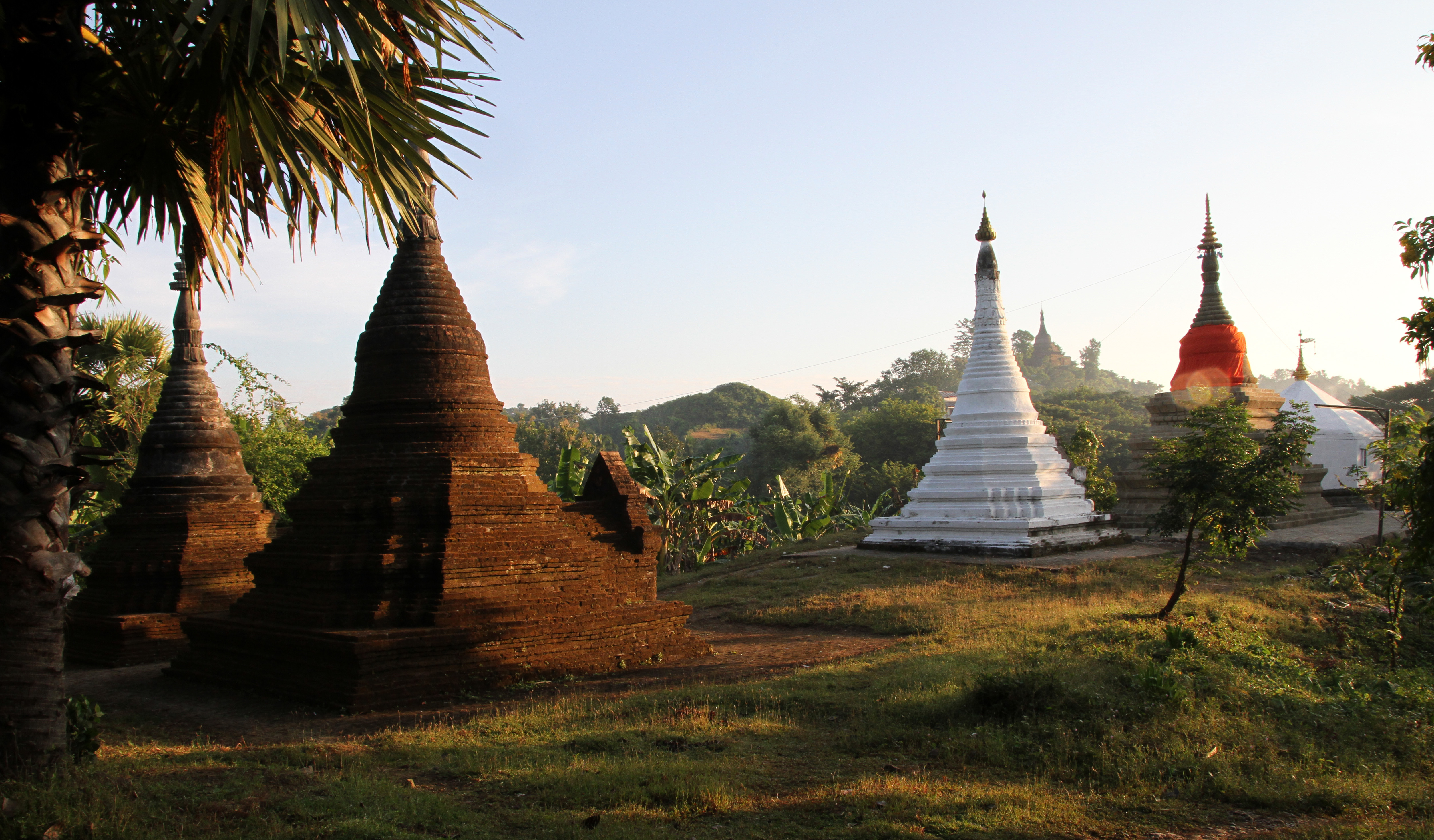
Kleine Stupas
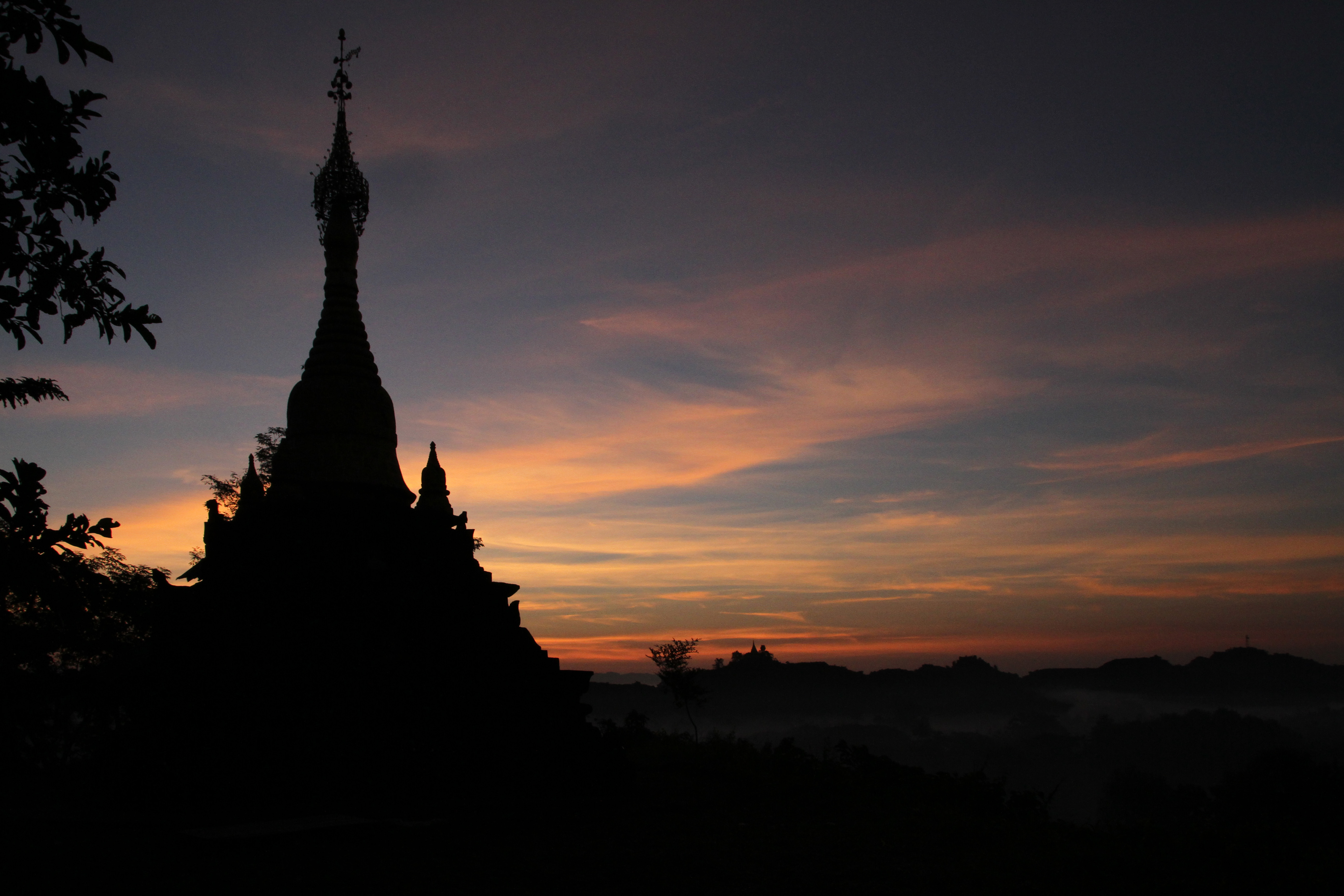
Bei Sonnenaufgang
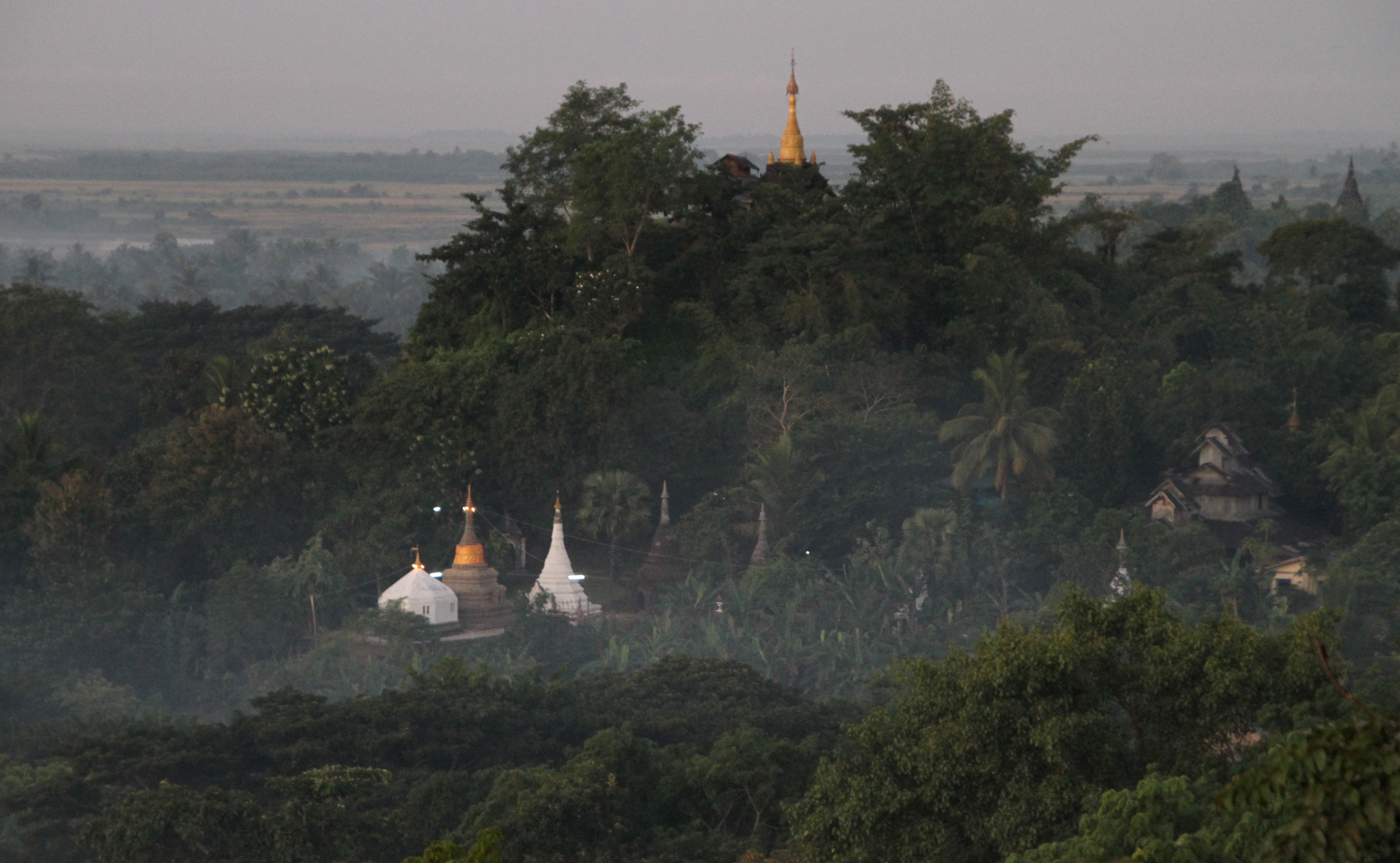
Vom Nachbarhügel
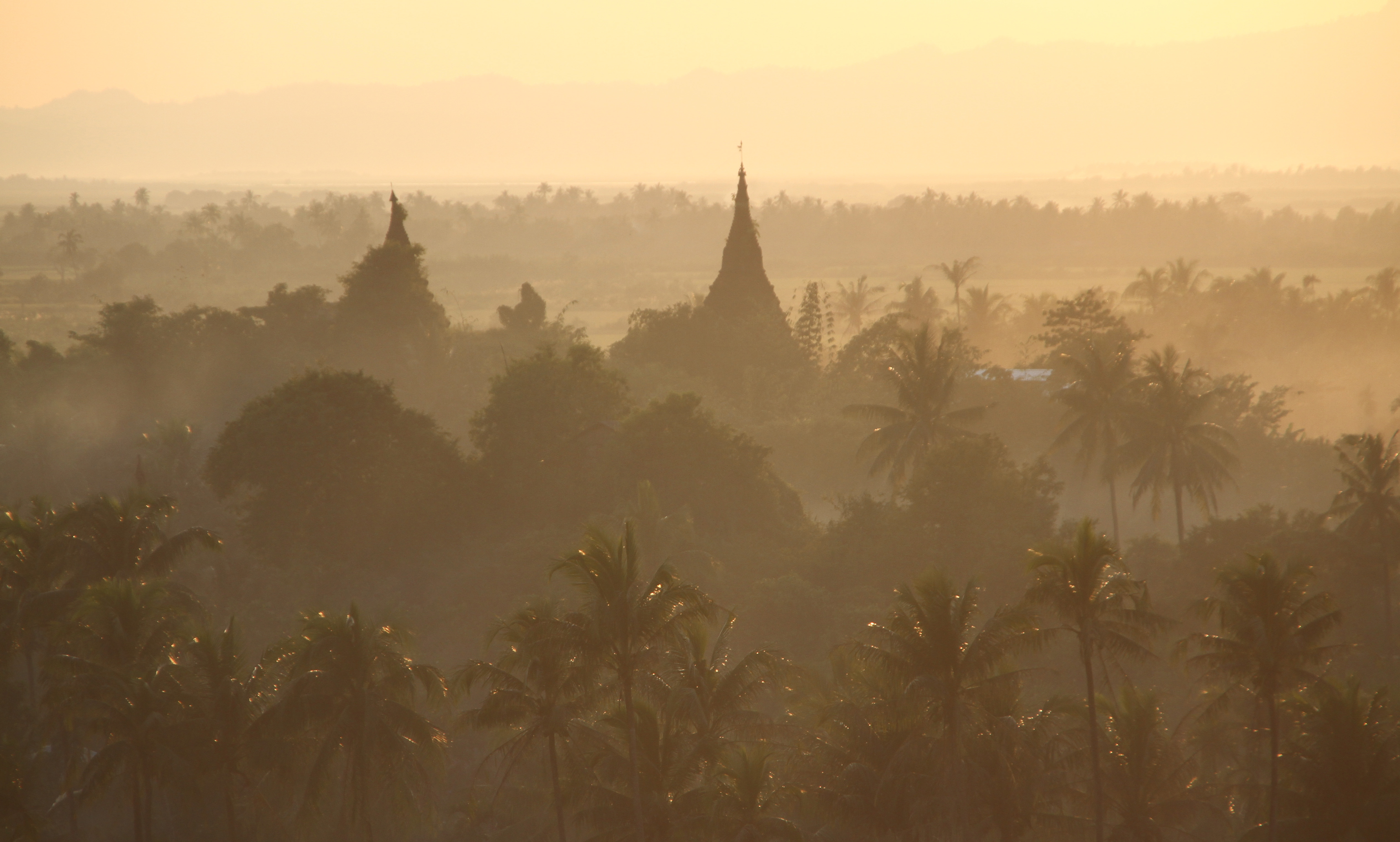
Aussicht
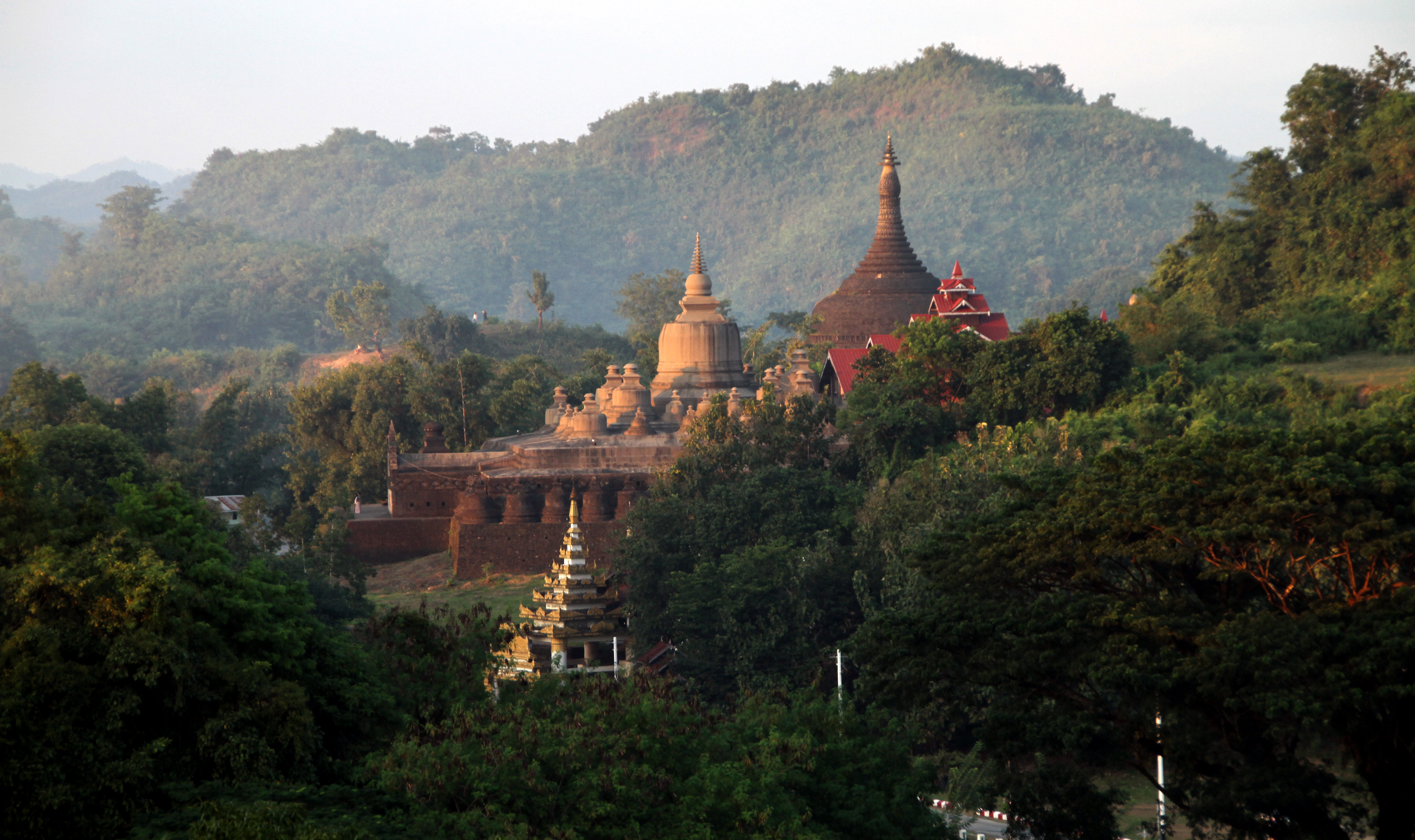
Shite Thaung und Ratanabon